# Circondario di Dillingen an der Donau
Il circondario di Dillingen a.d.Donau è uno dei 71 circondari che compongono il Land della Baviera.

## Città e comuni
(Abitanti il 31 dicembre 2023)
| Comuni del circondario | Città 1. Dillingen a.d.Donau, (grande città circondariale) (20 070) 2. Gundelfingen a.d.Donau (8 026) 3. Höchstädt an der Donau (7 073) 4. Lauingen (Donau) (11 445) 5. Wertingen (9 625) | Comuni 1. Aislingen (1 301) 2. Bachhagel (2 296) 3. Bächingen a.d.Brenz (1 388) 4. Binswangen (1 413) 5. Bissingen (3 724) 6. Blindheim (1 863) 7. Buttenwiesen (6 164) 8. Finningen (1 849) 9. Glött (1 133) 10. Haunsheim (1 642) 11. Holzheim (3 765) 12. Laugna (1 588) 13. Lutzingen (975) 14. Medlingen (1 013) 15. Mödingen (1 424) 16. Schwenningen (1 428) 17. Syrgenstein (3 931) 18. Villenbach (1 326) 19. Wittislingen (2 551) 20. Ziertheim (1 068) 21. Zöschingen (772) 22. Zusamaltheim (1 288) |